# Goethit

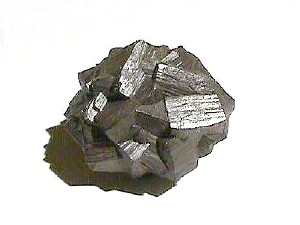
Pseudomorfóza po pyritu

Goethit (Lenz, 1806), chemický vzorec α-Fe3+O(OH), je kosočtverečný minerál. Trimorfní s lepidokrokitem a feroxyhytem. Pojmenován je po J. W. Goethem, německém básníkovi, filozofovi a také mineralogovi, jenž ho popsal v roce 1801 jako samostatný minerál.

## Původ
Goethit vzniká jako výsledek oxidace ostatních minerálů železa, především potom sideritu, hematitu, pyritu či magnetitu. Při sedimentaci se vytváří jako bahenní ruda. Naopak méně častý výskyt goethitu je v hydrotermálním prostředí žil, kde se tvoří v nízkoteplotní fázi vývoje. Vyskytuje se i v pegmatitech, kde vytváří pseudomorfózy po pyritu.

## Morfologie
Vytváří agregáty s jemným zrnem. Obvykle se vyskytuje jako povlak, nebo kulový, ledvinitý či krápníkový útvar s paprskovitě jehlicovou až vláknitou strukturou. Krystaly bývají prizmatické (sloupcovité) do 45 cm, rýhované rovnoběžně s {001} nebo lištovité podle {010}.

## Vlastnosti
- Fyzikální vlastnosti: Tvrdost 5–5,5, křehký, hustota 4,3 g/cm³, štěpnost dokonalá podle {010}, méně dokonalá podle {100}, lom nerovný až hákovitý.
- Optické vlastnosti: Barva: černohnědá, žluto- až červenohnědá. Lesk diamantový, polokovový, hedvábný (vláknité varianty), matný (zemité agregáty), průhlednost: opakní, na tenkých hranách průsvitný, vryp hnědožlutý, žlutý, žlutooranžový.
- Chemické vlastnosti: Složení: Fe 62,86 %, H 1,13 %, O 36,01 %. Před dmuchavkou se netaví, žíhán v redukčním plameni stává se magnetickým. V baničce uvolňuje vodu. Rozkládá se v HNO3, v HCl jen velmi zvolna, nešumí.

## Odrůdy
- sametka – agregáty se sametově hnědým povrchem, známé z Příbrami
- rubínová slída – červenohnědé lupínky narostlé na limonitu nebo zarostlé v jiných minerálech, které zabarvuje červeně (např. ortoklas).

## Podobné minerály
- manganit, lepidokrokit, hematit

## Parageneze
- lepidokrokit, hematit, pyrit, siderit, pyrolusit, manganit aj.

## Využití
Ruda železa. Někdy jako drahý kámen.

## Naleziště
Hojný minerál.
- Česko – Příbram, Jáchymov, Klasterec nad Ohří
- Slovensko – Železník, Rožňava, Rudňany
- Velká Británie – Cornwall
- Rusko
- Německo – Schwarzwald, Harz
- a další.